# ベレーネ・ニコラス
ベレーネ・ニコラス（Breanne Nicholas、1994年2月20日 - ）は、カナダの女子ラグビー選手。

## プロフィール
- カナダ・チャタム出身[1]。
- ポジションはセンター(CTB)。
- 身長 163cm、体重 64kg

## 略歴
2021年、東京五輪の7人制女子カナダ代表に選ばれた。